# Coupe de Luxembourg 2024-2025
La Coppa di Lussemburgo 2024-2025 (detta anche Loterie Nationale Coupe de Luxembourg per ragioni di sponsorizzazione) è stata la 100ª edizione della coppa nazionale lussemburghese, iniziata il 4 settembre 2024 e terminata il 28 maggio 2025. La squadra vincente ha ottenuto la qualificazione per la UEFA Conference League 2025-2026.
Il Differdange 03 ha vinto la competizione per la ventunesima volta.

## Formula
Alla coppa prendono parte le squadre delle prime cinque serie. I club della massima divisione entrano nella competizione a partire dal Secondo turno. Tutti i turni si disputano in gare di sola andata.

## Turno preliminare
Il sorteggio per i preliminari si sono tenuti il 12 agosto 2024. Partecipano a questo turno 12 squadre delle serie inferiori.
| Squadra 1                     | Risultato | Squadra 2           |
| ----------------------------- | --------- | ------------------- |
| 4 settembre 2023              |           |                     |
| Olympia Christnach Waldbillig | 2 − 1     | Kopstal 33          |
| Bourscheid                    | 5 − 2     | Luna Oberkorn       |
| Reisdorf                      | 0 − 1     | AS Luxembourg       |
| Sporting Bertrange            | 3 − 1     | Les Aiglons Dalheim |
| Les Ardoisiers Perlé          | 2 − 4     | Clemency            |

## Primo turno
Il sorteggio per il primo turno è avvenuto il 12 agosto 2024. Partecipano a questo turno 64 squadre: 5 vincenti il turno preliminare, 32 provenienti da Luxembourg 1. Division e un totale di 20 da Luxembourg 2. Division e 7 da Luxembourg 3. Division.
| Squadra 1                     | Risultato   | Squadra 2             |
| ----------------------------- | ----------- | --------------------- |
| 4 settembre 2024              |             |                       |
| Union Mertert Wasserbillig    | 4 - 1       | Ell                   |
| 6 settembre 2024              |             |                       |
| Folschette                    | 2 − 1       | Munsbach              |
| 7 settembre 2024              |             |                       |
| Biekerech                     | 1 − 13      | Bastendorf            |
| Olympia Christnach Waldbillig | 1 − 5       | Yellow Boys           |
| Schouweiler                   | 3 − 5       | Ehlerange             |
| Kehlen                        | 1 − 5       | The Belval Belvaux    |
| Pratzerthal-Redange           | 4 − 5       | Union 05 Kayl-Tétange |
| Moutfort/Medingen             | 4 − 0       | Jeunesse Gilsdorf     |
| Koerich/Simmern               | 3 − 4       | Young Boys Diekirch   |
| Rupensia Larochette           | 5 − 3       | Hosingen              |
| Claravallis Clervaux          | 0 − 2       | Red Boys Aspelt       |
| Excelsior Grevels             | 1 − 8       | Schengen              |
| Wincrange                     | 3 − 4 (dts) | Alliance Äischdall    |
| Minière Lasauvage             | 0 − 1       | Steinfort             |
| Bourscheid                    | 0 − 7       | Jeunesse Schieren     |
| Heiderscheid/Eschdorf         | 0 − 3       | Orania Vianden        |
| Rambrouch                     | 1 − 2       | AS Luxembourg         |
| Jeunesse Biwer                | 2 − 3       | Sporting Bertrange    |
| US Esch                       | 1 − 4       | Daring Echternach     |
| Noertzange HF                 | 1 − 4       | Sporting Mertzig      |
| Grevenmacher                  | 1 − 2       | Blo-Weiss Medernach   |
| Sanem                         | 1 − 2       | Union Remich/Bous     |
| Racing Troisvierges           | 2 − 4       | Lorentzweiler         |
| Tricolore Gasperich           | 2 − 4       | Colmarberg            |
| Brouch                        | 3 − 5 (dts) | Blo Weiss Itzig       |
| Boevange-Attert               | 1 − 2       | Minerva Lintgen       |
| Red Star Merl                 | 0 − 2       | Syra Mensdorf         |
| Oberkorn                      | 1 − 0       | Norden 02             |
| Kischpelt Wilwerwiltz         | 3 − 5       | Red Black-Egalité     |
| Jeunesse Useldange            | 3 − 1       | Berdorf-Consdorf      |
| Clemency                      | 3 − 1       | Green Boys            |
| Jeunesse Junglinster          | 3 − 1       | Erpeldange 72         |

## Secondo turno
Il sorteggio per il secondo turno si è tenuto il 16 settembre 2024. Partecipano a questo turno 64 squadre: 32 vincenti il primo turno, 16 provenienti dalla Promotion d'Honneur e 16 dalla Division Nationale.
| Squadra 1                  | Risultato       | Squadra 2             |
| -------------------------- | --------------- | --------------------- |
| 4 ottobre 2024             |                 |                       |
| Folschette                 | 0 − 6           | Rumelange             |
| 5 ottobre 2024             |                 |                       |
| Blo-Weiss Medernach        | 0 − 4           | UNA Strassen          |
| Bastendorf                 | 3 − 2           | R.M. Hamm Benfica     |
| Alliance Äischdall         | 2 − 3           | Alisontia Steinsel    |
| Steinfort                  | 0 − 3           | Swift Hesperange      |
| Orania Vianden             | 4 − 3           | Berdenia Berbourg     |
| Ehlerange                  | 1 − 3           | Fola Esch             |
| 6 ottobre 2024             |                 |                       |
| Colmarberg                 | 0 − 14          | Differdange 03        |
| Rupensia Larochette        | 1 − 6           | Mondercange           |
| Jeunesse Schieren          | 1 − 3           | Rodange 91            |
| Syra Mensdorf              | 2 − 5           | F91 Dudelange         |
| Union Mertert Wasserbillig | 0 − 3           | Schifflange 95        |
| Sporting Bertrange         | 1 − 7           | Jeunesse Esch         |
| Red Black-Egalité          | 1 − 2           | Käerjeng 97           |
| Young Boys Diekirch        | 1 − 2           | Résidence Walferdange |
| Daring Echternach          | 2 − 2 (3-2 dtr) | Etzella Ettelbruck    |
| Union 05 Kayl-Tétange      | 2 − 0           | Avenir Beggen         |
| Jeunesse Junglinster       | 2 − 1           | Feulen                |
| Moutfort/Medingen          | 1 − 4           | Sporting Bettembourg  |
| Sporting Mertzig           | 2 − 4           | UT Pétange            |
| Jeunesse Useldange         | 1 − 3           | Marisca Miersch       |
| The Belval Belvaux         | 5 − 0           | Sandweiler            |
| Union Remich/Bous          | 3 − 2           | Koeppchen Wormeldange |
| Schengen                   | 1 − 5           | Hostert               |
| Red Boys Aspelt            | 0 − 8           | Progrès Niedercorn    |
| Minerva Lintgen            | 1 − 0           | Atert Bissen          |
| Oberkorn                   | 0 − 1 (dts)     | RU Luxembourg         |
| Blo Weiss Itzig            | 0 − 4           | Wiltz 71              |
| AS Luxembourg              | 1 − 2           | Jeunesse Canach       |
| Yellow Boys                | 3 − 1           | Mamer 32              |
| Clemency                   | 0 − 4           | Mondorf               |
| Lorentzweiler              | 0 − 2           | Victoria Rosport      |

## Sedicesimi di finale
Il sorteggio per i sedicesimi di finale si è svolto il 9 ottobre 2024.
| Squadra 1             | Risultato             | Squadra 2            |
| --------------------- | --------------------- | -------------------- |
| 9 novembre 2024       |                       |                      |
| RU Luxembourg         | 2 − 0                 | Swift Hesperange     |
| Jeunesse Junglinster  | 2 − 4                 | Hostert              |
| 10 novembre 2024      |                       |                      |
| Käerjeng 97           | 0 − 0 (dts) (5-3 dtr) | Marisca Miersch      |
| Alisontia Steinsel    | 0 − 1                 | Differdange 03       |
| The Belval Belvaux    | abb.                  | Mondorf              |
| Rumelange             | 1 − 3                 | Progrès Niedercorn   |
| Bastendorf            | 3 − 1 (dts)           | Orania Vianden       |
| Yellow Boys           | 1 − 0                 | Schifflange 95       |
| Union Remich/Bous     | 2 − 3                 | F91 Dudelange        |
| Minerva Lintgen       | 0 − 0 (dts) (7-6 dtr) | Daring Echternach    |
| Jeunesse Canach       | 2 − 0                 | Rodange 91           |
| Fola Esch             | abb.                  | UT Pétange           |
| Mondercange           | 1 − 6                 | Wiltz 71             |
| Résidence Walferdange | 0 − 1                 | Jeunesse Esch        |
| Victoria Rosport      | 2 − 0                 | Sporting Bettembourg |
| Union 05 Kayl-Tétange | 0 − 8                 | UNA Strassen         |
| 20 novembre 2024      |                       |                      |
| Fola Esch             | 1 - 3                 | UT Pétange           |
| 27 novembre 2024      |                       |                      |
| The Belval Belvaux    | 1 - 0                 | Mondorf              |

## Ottavi di finale
Il sorteggio per gli ottavi di finale si è tenuto il 2 dicembre 2024.
| Squadra 1       | Risultato | Squadra 2          |
| --------------- | --------- | ------------------ |
| 12 marzo 2025   |           |                    |
| Jeunesse Canach | 1 − 2     | Wiltz 71           |
| RU Luxembourg   | 3 − 1     | Victoria Rosport   |
| Bastendorf      | 1 − 4     | F91 Dudelange      |
| Minerva Lintgen | 2 − 1     | The Belval Belvaux |
| Jeunesse Esch   | 0 − 3     | Progrès Niedercorn |
| Yellow Boys     | 2 − 7     | UT Pétange         |
| Hostert         | 1 − 2     | UNA Strassen       |
| Käerjeng 97     | 0 − 4     | Differdange 03     |

## Quarti di finale
Il sorteggio per i quarti di finale si è tenuto il 21 marzo 2025.
| Squadra 1       | Risultato | Squadra 2          |
| --------------- | --------- | ------------------ |
| 23 aprile 2025  |           |                    |
| UT Pétange      | 0 − 2     | Differdange 03     |
| Minerva Lintgen | 0 − 4     | RU Luxembourg      |
| F91 Dudelange   | 4 − 2     | UNA Strassen       |
| Wiltz 71        | 3 − 2     | Progrès Niedercorn |

## Semifinali
Il sorteggio per i quarti di finale si è tenuto il 21 marzo 2025.
| Squadra 1      | Risultato | Squadra 2     |
| -------------- | --------- | ------------- |
| 14 maggio 2025 |           |               |
| Differdange 03 | 3 − 0     | Wiltz 71      |
| RU Luxembourg  | 2 − 3     | F91 Dudelange |

## Finale
| Arbitro: | Ivo Torres |

|  |                      |  |
|  | Tiri di rigore 5 – 4 |  |